# Sangalopsis incaudata
Sangalopsis incaudata är en fjärilsart som beskrevs av Max Joseph Bastelberger 1908. Sangalopsis incaudata ingår i släktet Sangalopsis och familjen mätare. Inga underarter finns listade.